# Rezerwat przyrody Sokół
Rezerwat przyrody Sokół – leśny rezerwat przyrody na terenie gmin Wyśmierzyce i Nowe Miasto nad Pilicą w województwie mazowieckim, na gruntach Nadleśnictwa Grójec, obręb Nowe Miasto.
Został utworzony w 1995 roku na terenie gminy Wyśmierzyce na powierzchni 116,61 ha. W 2015 roku powiększono go do 440,48 ha. Po powiększeniu składa się z dwóch osobnych płatów, z których większy o powierzchni 337,21 ha leży na terenie gminy Wyśmierzyce, a mniejszy o powierzchni 103,27 ha leży w gminie Nowe Miasto nad Pilicą.
Celem ochrony rezerwatu jest zachowanie siedlisk leśnych w charakterystycznym dla Doliny Pilicy układzie strefowym, będących ostoją gatunków chronionych. Przedmiotem ochrony jest obszar lasów (z dominującym jesionem wyniosłym), łąk i bagien o charakterze naturalnym.
Nadzór nad rezerwatem sprawuje Regionalny Konserwator Przyrody (Zastępca Regionalnego Dyrektora Ochrony Środowiska w Warszawie). Na mocy obowiązującego planu ochrony ustanowionego w 2019 roku, obszar rezerwatu objęty jest ochroną czynną.

## Inne formy ochrony przyrody
Rezerwat „Sokół” leży w granicach Obszaru Chronionego Krajobrazu Dolina rzeki Pilicy i Drzewiczki oraz dwóch obszarów sieci Natura 2000: ostoi siedliskowej „Dolina Dolnej Pilicy” PLH140016 i ostoi ptasiej „Dolina Pilicy” PLB140003. Na północy, na przeciwległym brzegu Pilicy znajduje się rezerwat „Tomczyce”.